# Podabrus hosodai
Podabrus hosodai là một loài bọ cánh cứng trong họ Cantharidae. Loài này được Takahashi & Kiriyama miêu tả khoa học năm 2000.